# Apus (geslacht)
Apus is een geslacht van vogels uit de familie gierzwaluwen (Apodidae).

## Soorten
Het geslacht kent de volgende soorten:
- Apus acuticauda  – Zwartruggierzwaluw
- Apus affinis  – Huisgierzwaluw
- Apus alexandri  – Kaapverdische gierzwaluw
- Apus apus  – Gierzwaluw
- Apus balstoni  – Madagaskargierzwaluw
- Apus barbatus  – Kaapse gierzwaluw
- Apus batesi  – Bates' gierzwaluw
- Apus berliozi  – Socotragierzwaluw
- Apus bradfieldi  – Damaragierzwaluw
- Apus caffer  – Pijlstaartgierzwaluw
- Apus cooki  – Cooks gierzwaluw
- Apus horus  – Horusgierzwaluw
- Apus leuconyx  – Blyths gierzwaluw
- Apus niansae  – Nyanzagierzwaluw
- Apus nipalensis  – Grote huisgierzwaluw
- Apus pacificus  – Siberische gierzwaluw
- Apus pallidus  – Vale gierzwaluw
- Apus salimalii  – Salim Ali's gierzwaluw
- Apus sladeniae  – Biokogierzwaluw
- Apus unicolor  – Madeiragierzwaluw